# 亞歷山德拉山脈

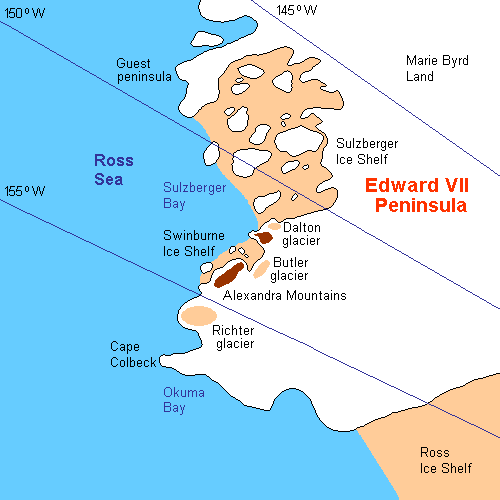

77°25′S 153°30′W / 77.417°S 153.500°W
亞歷山德拉山脈（英語：Alexandra Mountains）是南極洲的山脈，位於愛德華七世地北部瑪麗伯德地，處於蘇茲貝格灣西南部，該山脈在1902年1月至2日被英國探險隊發現。